# Муха-Цокотуха
«Му́ха-Цокоту́ха» — детская сказка в стихах писателя Корнея Чуковского и главная героиня этой сказки.

## История
Сказка написана в 1923 году, но поначалу была запрещена цензурой: во фразе «А жуки рогатые, — Мужики богатые» комиссия Государственного учёного Совета увидела «сочувствие кулацким элементам деревни».
Впервые сказка была опубликована издательством «Радуга» в 1924 году под названием «Мухина свадьба» с иллюстрациями Владимира Конашевича. Шестое издание сказки в 1927 году впервые вышло под более привычным названием: «Муха-Цокотуха».

## Сюжет сказки
Муха-Цокотуха шла по полю и нашла денежку копейка. Она отправилась на базар, и решила купить самовар и пригласила разных насекомых, потому что это был её день рождения. В это время появился Паук и похищает Муху-Цокотуху. Все насекомые разбежались, но вдруг прилетел Комар, спасти Муха-Цокотуха и убил паука. Он стал женихом Мухи-Цокотухи, и насекомые отпраздновали свадьбу, а Муха-Цокотуха и Комар поженились.

## Экранизации и инсценировки
По сказке снято не менее четырёх мультфильмов:
- 1941 — Муха-Цокотуха (реж. Владимир Сутеев).
- 1960 — Муха-Цокотуха (реж. Владимир Сутеев и Борис Дёжкин).
- 1976 — Муха-Цокотуха (реж. Борис Степанцев).
- 1985 — Доктор Айболит (реж. Давид Черкасский) — полный текст сказки, за исключением финальной сцены празднования свадьбы, звучит в фильме как спектакль, который показывает коварный Бармалей зверятам в Африке.

В 1942 году композитором Михаилом Красевым была написана детская опера «Муха-Цокотуха». Существует также несколько балетов на основе сказки — в частности, композиторов Леонида Усачёва (1945), Давида Салимана-Владимирова (1968), Бориса Тищенко (тоже 1968), Адама Стратиевского (1972), Валерия Кикты (1973). Рок-певец Александр Градский написал по мотивам этой сказки рок-оперу, которая до нас дошла в любительских записях. Грузинский ВИА «Иверия» в 1980-х годах исполнил мини-мюзикл «Муха-Цокотуха» на русском языке, где персонажи сказки обрели современный грузинский национальный колорит, в мюзикле прозвучали перепевки песен Франсиса Ле, Шарля Гуно, Феликса Мендельсона, Аллы Пугачёвой, групп «The Beatles», «Boney M», «Dschinghis Khan», грузинских и цыганских песен, а также мелодий из зарубежных рок-опер.

## В искусстве и науке
- Сюжет «Мухи-цокотухи» стал основой для множества литературных пародий — в частности, цикла пародий Зиновия Паперного «Писатели — Корнею Чуковскому»[2] (на Анатолия Софронова, Константина Симонова, Виктора Шкловского и Ивана Астахова[3][4]) и Леонида Филатова (на Булата Окуджаву, Бориса Слуцкого и Юрия Левитанского)[5].
- Рок-группа «Красная плесень» в 2004 году по мотивам сказки создала панк-мюзикл «Муха-ссыкатуха», изобилующий обсценной лексикой. В мюзикле присутствуют фрагменты других сказок Корнея Чуковского — «Тараканище» и «Айболит». В данном мюзикле задействованы пародии на Верку Сердючку, группы «Ленинград», «Руки вверх», «Отпетые мошенники», Николая Баскова, на песню «Belle» из мюзикла «Notre Dame De Paris».
- В 1992 году энтомологом Андреем Озеровым был описан новый род и вид мух-муравьевидок, названный в честь самого известного литературного героя из отряда Diptera — Mucha tzokotucha[6].

## Цитаты
Увы, приливы ребяческой радости бывают в человеческой жизни нечасто, и длятся они очень недолго. Да и возможно ли полагаться на взлёт вдохновения? В сущности «Муха-Цокотуха» — единственная моя сказка, которую от первой строки до последней я написал сгоряча, в один день, без оглядки, по внушению нахлынувших на меня неожиданно радостных чувств.Корней Чуковский. Как была написана «Муха-Цокотуха»
Идея и содержание «Мухи-Цокотухи» не соответствует нашему воспитанию малышей в духе дружбы, единства, помощи коллектива. Посмотрите, букашки веселятся, и ни Муха-Цокотуха, ни автор отнюдь не осуждают всех этих «друзей», покинувших товарища в трудную минуту…З. Любина. О советской сказке // Дошкольное воспитание. 1954.